# Lancia Dikappa
El Lancia Dikkapa es un automóvil de turismo fabricado por al marca italiana Lancia entre 1921 y 1922.
El Lancia Dikkapa es una versión deportiva del modelo Kappa, con mejoras en la distribución del motor, que le permitió incrementar la potencia desde los 70 hp originales hasta los 87 hp, con un ligero aumento también en la capacidad de aceleración y una velocidad máxima de 125 km/h. Esta versión tendría una vida breve (de un año) debido a las intenciones de Vincenzo de introducir al mercado un modelo con motor de 8 cilindros en V, intenciones que se materializarían en 1922 con el lanzamiento de Lancia Trikappa.
Se fabricaron solo 160 unidades de este modelo, 129 en su primer año (1921) y solamente 31 en el año 1922, fecha en que cesó su producción.